# Кольно (Валецький повіт)
Кольно (пол. Kolno, нім. Eckartsberge) — село в Польщі, у гміні Валч Валецького повіту Західнопоморського воєводства.
Населення — 153 особи (2011).
У 1975-1998 роках село належало до Пільського воєводства.

## Демографія
Демографічна структура станом на 31 березня 2011 року:
|          | Загалом | Допрацездатний вік | Працездатний вік | Постпрацездатний вік |
| -------- | ------- | ------------------ | ---------------- | -------------------- |
| Чоловіки | 69      | 13                 | 49               | 7                    |
| Жінки    | 84      | 22                 | 51               | 11                   |
| Разом    | 153     | 35                 | 100              | 18                   |